# Annett Renneberg
Annett Renneberg (n. 16 martie 1978, Rudolstadt, Republica Democrată Germană, Germania) este o actriță și cântăreață germană. Ea a fost distinsă în anul 2002 cu premiul Goldene Kamera.

## Date biografice
Când avea Annett vârsta de 2 ani, familia ei se mută în Berlinul de Est, unde ea urmează ulterior gimnaziul și ia lecții de canto, pian și acordeon. În 1991 este descoperită ca talent și primește rolul princiapal în filmul poițist "Die Brut der schönen Seele". Urmează să joace în diferite filme ca "Maja", "Aufstieg und Fall der Stadt Mahagonny",  "Donna-Leon" sau "Kommissar Stolberg".

## Teatru
- 1998: Aufstieg și Fall der Stadt Mahagonny de Bertolt Brecht, rol: narator și fata – regie: Peter Zadek, Salzburger Festspiele
- 1999–2006: Hamlet de William Shakespeare, rol: Ophelia și Fortinbras – regie: Peter Zadek, Wiener Festwochen
- 2004–2005: Lina de Markus Hille, rol: Lina – regie: Uwe Eric Laufenberg, premieră,  Hans Otto Theater Potsdam
- 2004–2008: Peer Gynt de Henrik Ibsen, rol: Solveig – regie: Peter Zadek, Berliner Ensemble
- 2008: Nackt de Luigi Pirandello, rol: Ersilia – regie: Peter Zadek, Dt. premieră,  St.-Pauli-Theater Hamburg
- 2008: Siegfrieds Frauen și Die letzten Tage de Burgund, rol: Kriemhild, Nibelungenfestspiele in Worms – regie: Dieter Wedel

## Cinematografie
- 1999: Hinter dem Regenbogen, regie: Jan Peter
- 2000: Der Atemkünstler, regie: Marco Kreuzpaintner
- 2003: Devot, regie: Igor Zaritzki
- 2004: Schatten, regie: Markus Engel
- 2004: Erbsen auf halb 6, regie: Lars Büchel
- 2004: Befreite Zone, regie: Norbert Baumgarten
- 2005: Marie, regie: Alexandre Powelz

## Televiziune
- 1992: Die Brut der schönen Seele, regie: Rainer Behrend
- 1996: Maja, regie: Volker Maria Arend
- 1997: Das Böse, regie: Christian Görlitz
- 1997: Die Musterknaben, regie: Ralf Hüttner
- 1997: Blutige Scheidung, regie: Manuel Siebenmann
- 1997: Ein Fall für zwei - Ende einer Täuschung, ca Pia Hoffmann. regie: Bodo Fürneisen
- 1998: Francis, regie: Angelika Mönning
- 1999: Kommissar Rex - Der Verlierer, ca Alina. regie: Michi Riebl
- 2000: Donna Leon – Vendetta, ca Elettra Zorzi. regie: Christian von Castelberg
- 2000: Donna Leon – Venezianische Scharade, ca Elettra Zorzi. regie: Christian von Castelberg
- 2000: Models, regie: Mark von Seydlitz
- 2001: Kolle – Ein Leben für Liebe und Sex, regie: Susanne Zanke
- 2001: Tatort – Der Präsident, regie: Thomas Bohn
- 2001: Engel sucht Flügel, regie: Marek Gierszal
- 2001: Der Blaue Vogel, regie: Dietmar Klein
- 2001: Zwei Brüder – Abschied, regie: Andy Bausch
- 2002: Ein starkes Team – Kollege Mörder, regie: Peter F. Bringmann
- 2002: Donna Leon – In Sachen Signora Brunetti, ca Elettra Zorzi. regie: Sigi Rothemund
- 2002: Donna Leon – Nobiltà, ca Elettra Zorzi. regie: Sigi Rothemund
- 2003: Die Cleveren – Engelchen flieg, regie:Christiane Balthasar
- 2003: Der letzte Zeuge – Haut aus Eisen, regie: Bernhard Stephan
- 2003: Donna Leon – Venezianisches Finale, regie: Sigi Rothemund
- 2003: Berlin – Eine Stadt sucht den Mörder, ca Lena Schumann. regie: Urs Egger
- 2003: Donna Leon – Feine Freunde, ca Elettra Zorzi. regie: Sigi Rothemund
- 2004: Donna Leon – Sanft entschlafen, ca Elettra Zorzi. regie: Sigi Rothemund
- 2004: Donna Leon – Acqua alta, ca Elettra Zorzi. regie: Sigi Rothemund
- 2004: Die Cleveren – Auf der Flucht, regie: Christiane Balthasar
- 2004: Die Cleveren – Killer im Kopf, regie: Christiane Balthasar
- 2005: Donna Leon – Beweise, dass es böse ist, ca Elettra Zorzi. regie: Sigi Rothemund
- 2005: Donna Leon – Verschwiegene Kanäle, ca Elettra Zorzi. regie: Sigi Rothemund
- 2005: Tatort – Rache-Engel, ca Marion Schneider. regie: Robert Sigl
- 2005: Tatort – Unter Kontrolle, ca Rike Hoffmann. regie: Rene Heisig
- 2006: Tatort – Feuerkämpfer, regie: Thomas Bohn
- 2006: Donna Leon – Endstation Venedig, ca Elettra Zorzi. regie: Sigi Rothemund
- 2006: Donna Leon – Das Gesetz der Lagune, ca Elettra Zorzi. regie: Sigi Rothemund
- 2007: Donna Leon – Die dunkle Stunde der Serenissima, ca Elettra Zorzi. regie: Sigi Rothemund
- 2007: Donna Leon – Blutige Steine, ca Elettra Zorzi. regie: Sigi Rothemund
- 2007: Die Wölfe, regie: Friedemann Fromm
- 2007: Reife Leistung!, regie: Martin Gies
- 2009: Der Mann aus der Pfalz
- 2009: Donna Leon - Wie durch ein dunkles Glas, ca Elettra Zorzi. regie: Sigi Rothemund
- 2009: Rahel-Eine preussische Affäre, regie: Catharina Deus
- 2009: Kommissar Stolberg, 7 Folgen, regie: wechselnde
- 2010: Unter anderen Umständen - Tod im Kloster